# Berbling

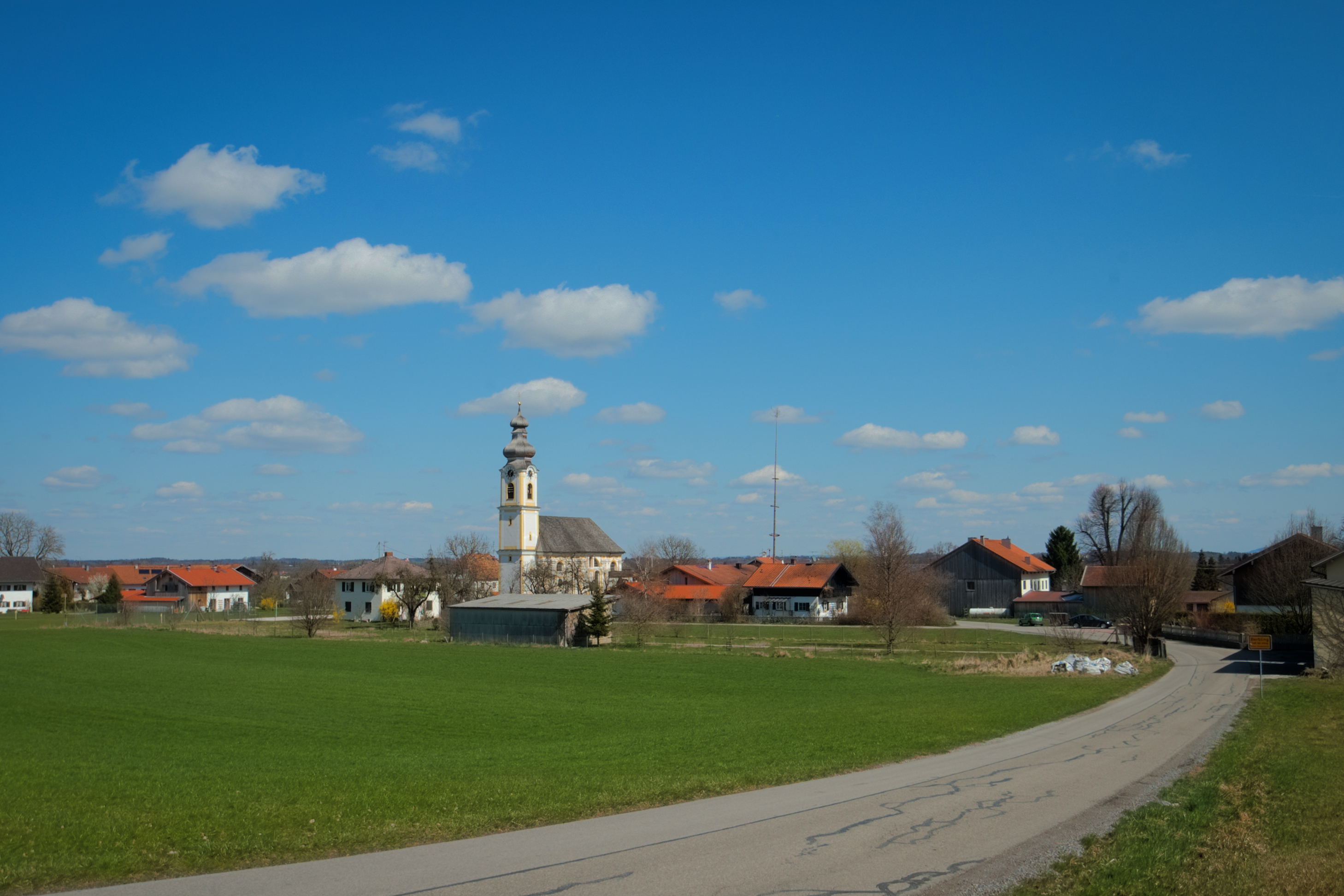
Berbling aus Süd-Westen

Berbling ist ein Stadtteil von Bad Aibling in Bayern. Es liegt südlich von Aibling am Weiherbach und  hat sich seinen dörflichen Charakter bis heute weitgehend erhalten.

## Geschichte

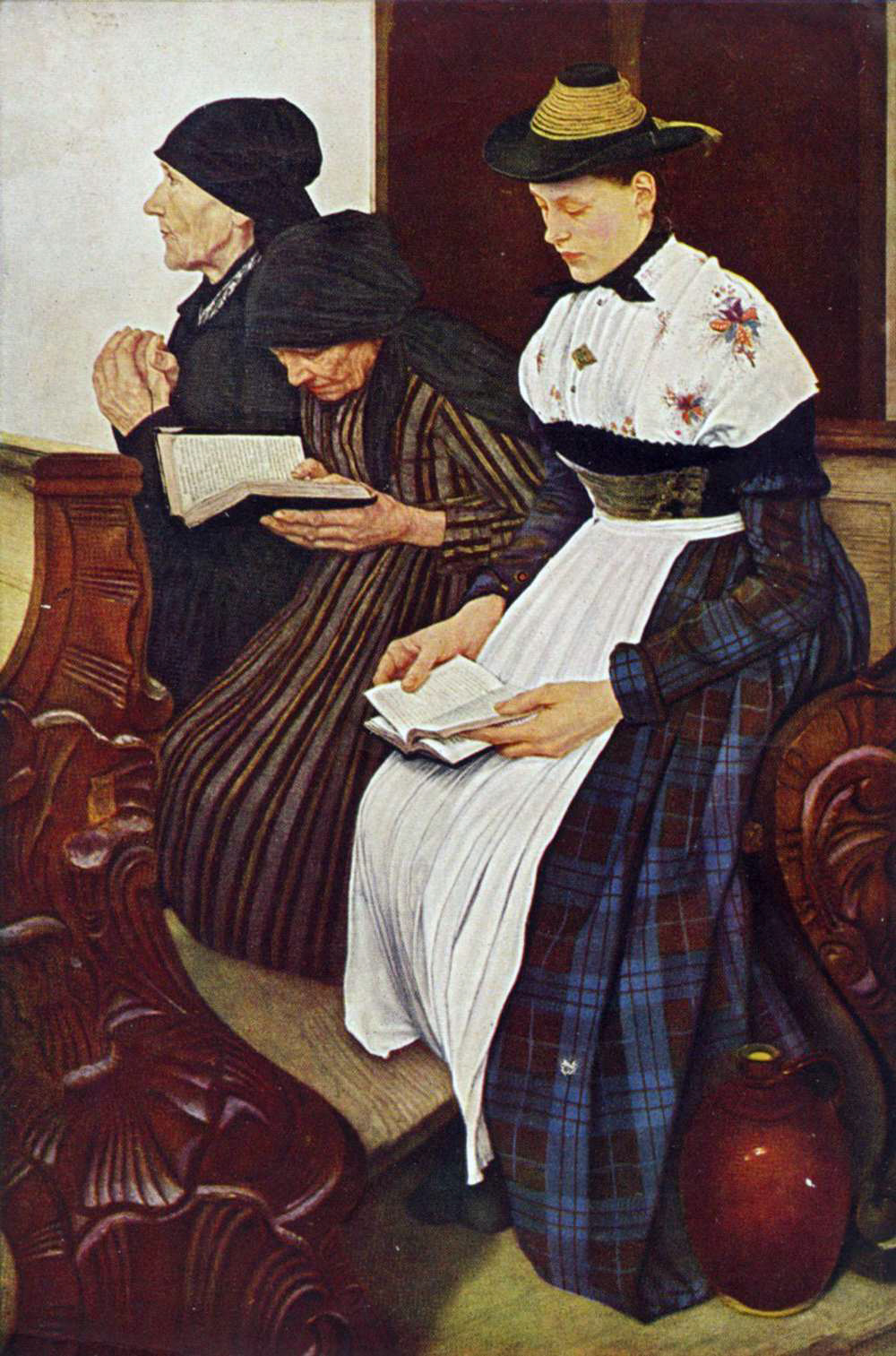
Wilhelm Leibl: Drei Frauen in der Kirche, Berbling 1881

Berbling wurde erstmals 804 als „Percwillinga“ (Bergwilling) erwähnt, als auf dem Gerichtstag zu Aibling der Salzburger Erzbischof Arno im Auftrag des Kaisers Karl des Großen die Berblinger Kirche dem Chiemseer Abt Liutfried zusprach. Trotzdem gelangte es schon 815 an das Hochstift Freising und nach 1080 an das Kloster Margarethenzell in Bayrischzell, das von Haziga, der Gemahlin des Wittelsbachers Otto I. von Scheyern, gegründet wurde. 1085 wurde das Kloster nach Fischbachau, 1104 auf den Petersberg und 1119 schließlich nach Scheyern verlegt. Bis zur Säkularisation 1803 blieb  Berbling als Hofmark mit dem Kloster Scheyern verbunden. Später gehörte Berbling als Teil der selbständigen Gemeinde Willing zum Landgericht Aibling.
1897 erhielt Berbling mit einem eigenen Bahnhof Anschluss an die Lokalbahn Bad Aibling–Feilnbach, die 1973 eingestellt wurde. Im Zuge der Gebietsreform in Bayern von 1978 wurde Berbling mit Willing der Stadt Bad Aibling eingegliedert.

## Sehenswürdigkeiten
- Pfarrkirche Heilig Kreuz, erbaut 1751–1756. In dem reichgegliederten, harmonisch durchgestalteten Zentralbau malte Wilhelm Leibl das Gemälde „Drei Frauen in der Kirche“.
- Lüftlmalereien aus dem 18. Jahrhundert an den voralpenländischen Bauernhäusern.

## Mit Berbling verbundene Persönlichkeiten
- Der Maler Wilhelm Leibl lebte von 1878 bis 1892 in Berbling. In der Berblinger Kirche malte er drei Sommer lang das Gemälde Drei Frauen in der Kirche. Modell saßen Anna Staber und Maria Buchner aus Berbling sowie Maria Vogl aus Mietraching. Das Original befindet sich in der Hamburger Kunsthalle, eine Kopie hängt in der Berblinger Kirche.
- Von 1878 bis 1882 lebte der Maler Johann Sperl in Berbling.
- Der Autor von Kletterführern und Skitouren Markus Stadler wurde 1972 in Berbling geboren.

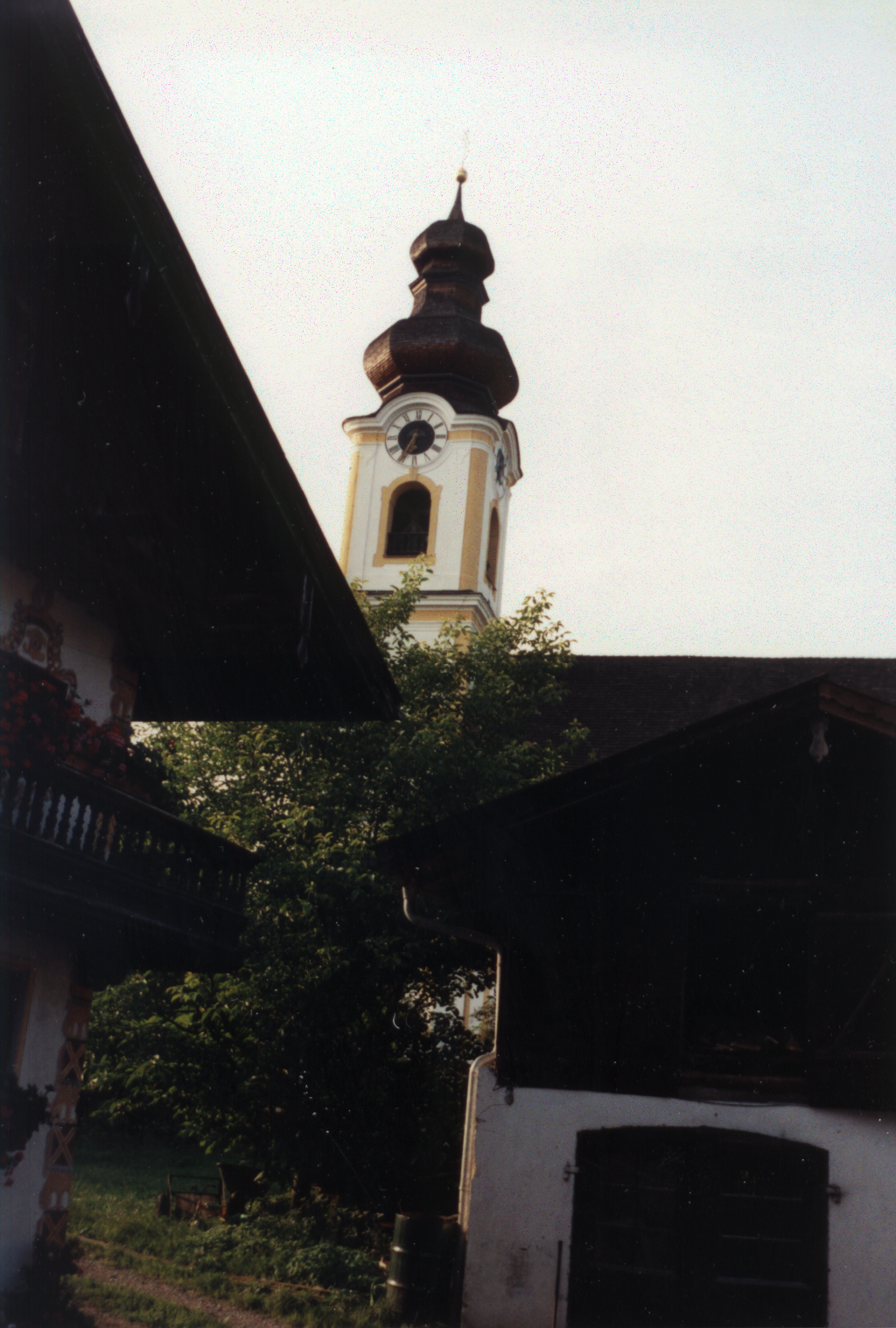
Kreuzkirche hinter alpenländischen Häusern
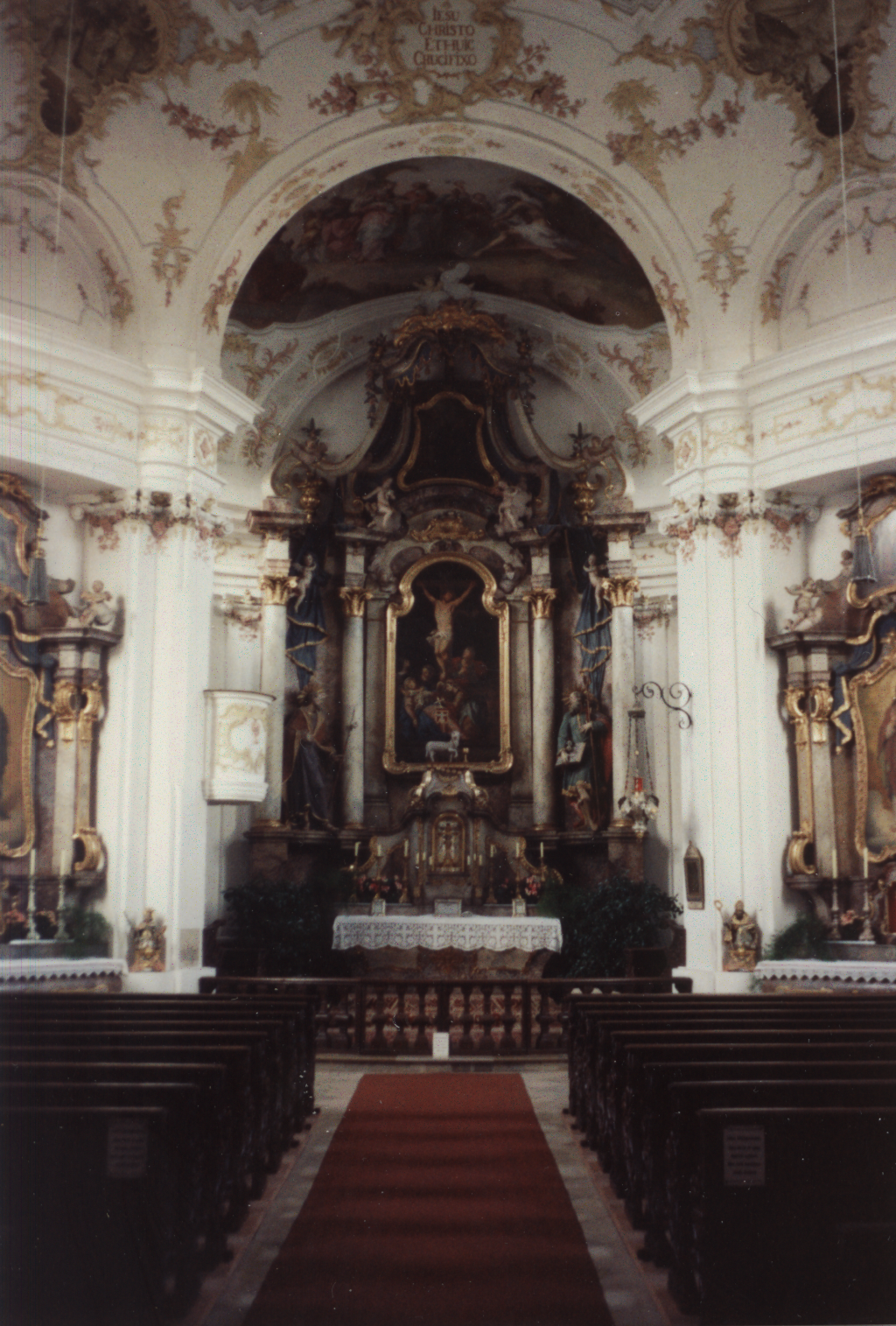
Inneres der Kreuzkirche mit Hochaltar
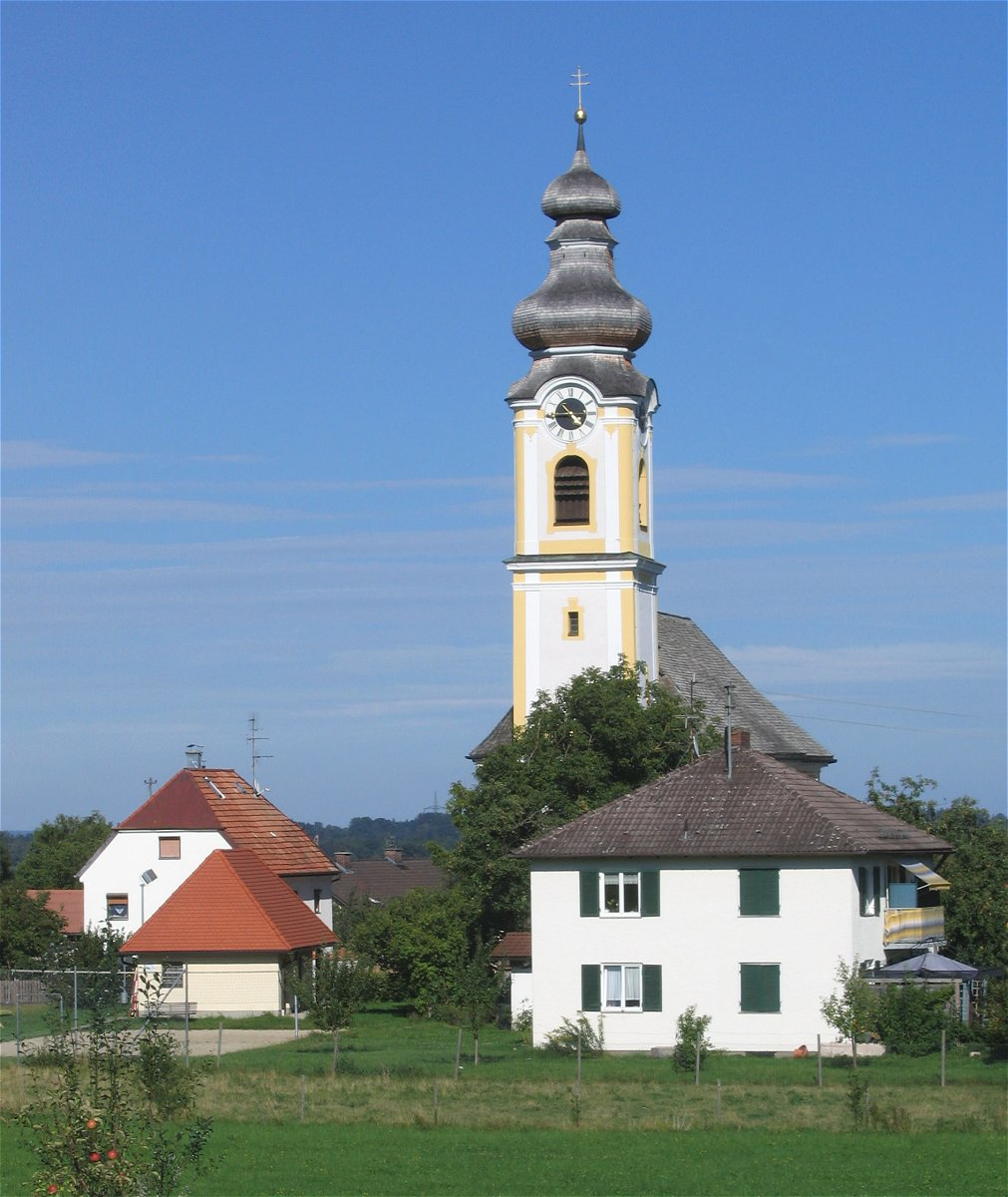
Kreuzkirche
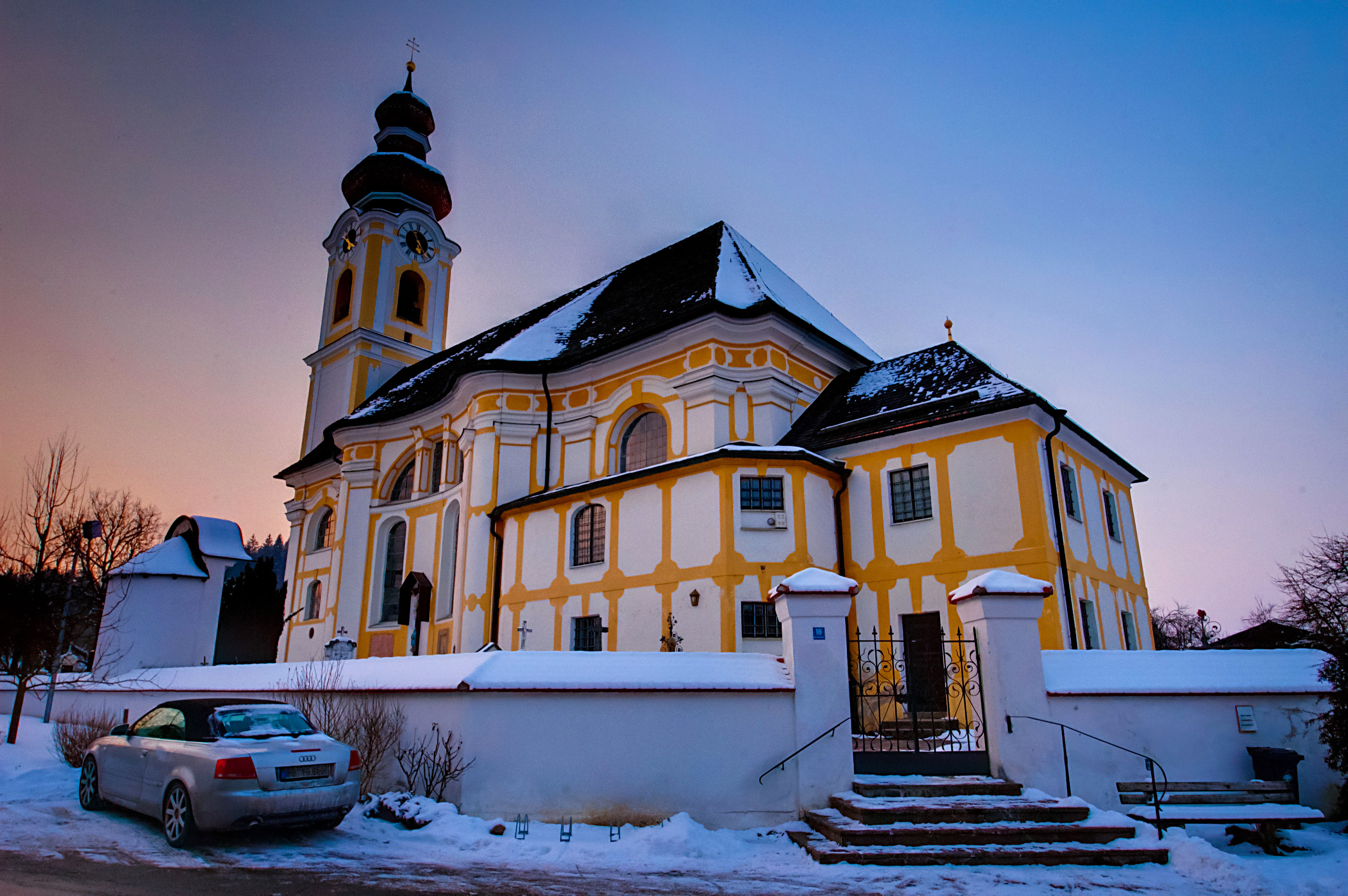
Hl.-Kreuz-Kirche